# Шахтінський заказник
Шахтінський заказник — гідрологічний заказник місцевого значення. Об'єкт розташований на території Звенигородського району Черкаської області, село Богачівка.
Площа — 2,1 га, статус отриманий у 1998 році.